# Sivert Kristian Tobiesen
Sivert Kristian Tobiesen, né le 23 juin 1821 à Tromsø et mort le 29 avril 1873 à Korsøya, est un navigateur norvégien. 

## Biographie
Tobiesen grandit à Tromsø puis il suit une formation de libraire à Bergen. A 12 ans, il s'engage sur une goélette, l' Elida puis en 1834 devient cuisinier sur l' Alexander, une autre goélette de pêche de Bjørnøya. Durant l'hivernage, les 7 autres membres meurent. Il hivernera à son tour 30 ans plus tard dans le même lieu et retrouvera le crane d'un de ses anciens compagnons. 
En 1843, il prend part et gagne la première course de ski au monde à Tromsø. Il se marie en 1848 et reprend un commerce de livres à Tromsø après la mort de son père. La librairie ne marchant pas, il repart en mer un an et demi plus tard. Il sert d'abord sur un baleinier américain dans le Pacifique et dans le détroit de Béring, avant de revenir à Tromsø en 1854 avec un bénéfice relativement correct. Plus tard dans l'année, il repart sur un navire britannique qui transporte des soldats vers et depuis la guerre de Crimée. Il investit ensuite à son retour dans son propre navire arctique.
En préparation pour devenir navigateur dans l'Arctique, il rejoint son compatriote Elling Carlsen lors d'un voyage de pêche au nord du Svalbard en 1859 à bord de la goélette Jan Mayen. En 1861, il passe l'examen de navigation et achète sa propre goélette, l' Æolus à Bergen. L'année suivante, son premier voyage sur son propre bateau de pêche le mène de Jan Mayen au Svalbard. Il tente, en août 1864, de franchir les glaces du Spitzberg avec les capitaines Aarstrom et Mathilas. Ils atteignent la Terre de Gillis puis, bloqués par les glaces, ne parviennent pas à réemprunter le chemin par où ils sont arrivés. Avec leurs barques de secours, ils remontent le détroit d'Hinlopen où Tobiesen est recueilli par un bateau de pêche et ses compagnons par l'Axel Thoresen de l'expédition suédoise d'Adolf Erik Nordenskiöld. 
En 1865, il entreprend une expédition de pêche sur Bjørnøya où il hiverne. Avec lui, il a six autres personnes. Ils construisent une maison et cherchent surtout à capturer des morses mais les résultats sont maigres. Néanmoins, il obtient une médaille d'argent de l'Académie suédoise des sciences pour les observations météorologiques quotidiennes qu'il a effectuées tout au long de l'année.
Il achète le Tanahorn en 1866 qu'il commande jusqu'en 1869. En 1870, il voyage en mer de Kara et en 1871, navigue au-dessus de 79° N. au nord de la Nouvelle-Zemble. L'année suivante, cependant, son navire le Freya est piégée dans la glace à l'extrémité nord de l'île. Son fils de 17 ans, Jacob, est avec lui ainsi que 7 membres de l'équipage. Tobiesen, Jacob et deux autres marins restent sur le navire pour passer l'hiver tandis que les autres essaient de revenir. Tobiesen et son fils meurent au printemps (23 avril) et en été (5 juillet) du scorbut alors que les deux autres marins survivent. Six des autres hommes réussirent aussi à rentrer.
Premier navigateur à avoir hiverné sur l'île aux ours, Tobiensenøya a été nommée en son honneur.

## Publication
- Meddelelser om Spitsbergen efter hans Skibsjournaler (avec Karl Pettersen), Tromsø Stiftstidende no 75, 77 et 78 , 1864 et no 55, 1866